# カーティス・デイヴィス
カーティス・ユージン・デイヴィス（Curtis Eugene Davies, 1985年3月15日 - ）は、イングランド・ロンドン出身の元プロサッカー選手。現役時代のポジションはディフェンダー。

## 経歴

### クラブ
2003年、フットボールリーグ・セカンドディビジョン（3部相当）のルートン・タウンFCでプロデビュー。
2005年8月、移籍金300万ポンドでプレミアリーグのウェスト・ブロムウィッチ・アルビオンFCに移籍。
2007年8月、アストン・ヴィラFCに期限付き移籍。翌年の夏からは完全移籍で加入。
2011年1月、バーミンガム・シティFCと3年半の契約を結んだ。
2013年6月、ハル・シティAFCへ加入。2016-17シーズンはインターセプト数92を記録、プレミアリーグ1位となった。
2017年6月、ダービー・カウンティFCへ2年契約で加入。
2023年6月27日、チェルトナム・タウンFCに1年契約で移籍。
2024年8月2日、現役引退を表明した。

### 代表
イングランド生まれだが祖父母がアイルランド出身であるため、同国の代表を選択する事も出来る。しかし、祖母はイングランドで軍人をしていた曾祖父がアイルランドに駐屯していた時に生まれただけであって、アイルランドの血は入っていないと明かした。そのため、イングランドでなければシエラレオネの代表を選択したいと述べた。
2023年10月、シエラレオネ代表に招集され、ソマリア代表との親善試合で38歳でA代表デビューを果たした。

## タイトル

### 個人
- フットボールリーグ1年間ベストイレブン (1回): 2004-05
- フットボールリーグチャンピオンシップ年間ベストイレブン (2回): 2006-07, 2011-12